# Chrysopogon sphecodes
Chrysopogon sphecodes är en tvåvingeart som beskrevs av Clements 1985. Chrysopogon sphecodes ingår i släktet Chrysopogon och familjen rovflugor. Inga underarter finns listade i Catalogue of Life.